# جون بيل هاتشر
جون بيل هاتشر (بالإنجليزية: John Bell Hatcher)‏ هو إحاثي أمريكي، ولد في 11 أكتوبر 1861 في Cooperstown, Illinois ‏ في الولايات المتحدة، وتوفي في 3 يوليو 1904 في بيتسبرغ في الولايات المتحدة بسبب حمى التيفوئيد.

## وصلات خارجية
- جون بيل هاتشر على موقع الموسوعة البريطانية (الإنجليزية)